# Односи између Немачке и Совјетског Савеза (1918–1941)
Немачко-совјетски односи датирају након Првог светског рата. Уговором из Брест-Литовска, који је диктирала Немачка, окончана су непријатељства између Русије и Немачке; потписан је 3. марта 1918.Неколико месеци касније, немачког амбасадора у Москви, Вилхелма фон Мирбаха, убили су руски леви социјалисти-револуционари у покушају да подстакну нови рат између Русије и Немачке. Целокупна совјетска амбасада под Адолфом Јофеом депортована је из Немачке 6. новембра 1918, због њихове активне подршке Немачкој револуцији. Карл Радек је такође илегално подржавао комунистичке субверзивне активности у Вајмарској Немачкој 1919. године.
Од самог почетка, обе државе су настојале да сруше нови поредак који су успоставили победници у Првом светском рату. Немачка, која је радила под тешким репарацијама и погођена одредбама о колективној одговорности Версајског уговора, била је поражена нација у сталним превирањима. Овај и руски грађански рат су и Немачку и Совјете претворили у међународне изопћенике, а њихово зближавање током међуратног периода било је природно приближавање. Истовремено, динамику њиховог односа обликовали су како недостатак поверења, тако и страхови одговарајућих влада од изласка партнера из дипломатске изолације и окретања ка Француској Трећој Републици (за коју се у то време сматрало да поседује највећу војну снагу у Европи) и Другој Пољској Републици, њеном савезнику. Економски односи ових земаља су се смањили 1933. године, када је Адолф Хитлер дошао на власт и створио нацистичку Немачку; међутим, односи су поново покренути крајем 1930-их, што је кулминирало пактом Молотов-Рибентроп из 1939. и неколико трговинских споразума.
Неколико питања у вези са узроцима Другог светског рата је контроверзније и идеолошки оптерећеније од питања политике Совјетског Савеза под Јосифом Стаљином према нацистичкој Немачкој између нацистичког преузимања власти и немачке инвазије на СССР 22. јуна 1941. Постоји низ супротстављених и контрадикторних теза, укључујући: да је совјетско руководство активно тражило још један велики рат у Европи да додатно ослаби капиталистичке нације; да је СССР водио чисто одбрамбену политику; или да је СССР покушао да избегне да се уплете у рат, како зато што совјетски лидери нису сматрали да имају војне способности да изводе стратешке операције у то време, и да избегну, парафразирајући Стаљинове речи на 18. партијском конгресу 10. марта 1939, „извлачење ораха других земаља (УК и Француска) из ватре.“

## Совјетски Савез и Вајмарска Немачка

### Револуција и крај Првог светског рата
Исход Првог светског рата био је катастрофалан како за будућност Немачке, тако и за Руску Совјетску Федеративну Социјалистичку Републику. Током рата, бољшевици су се борили за опстанак, а Владимир Лењин није имао другог избора осим да призна независност Финске, Естоније, Летоније, Литваније и Пољске. Штавише, суочени са немачким војним напредовањем, Лењин и Лав Троцки су били приморани да уђу у Брест-Литовски споразум који је уступио велике делове западне руске територије Немачкој империји. Немци су 11. новембра 1918. потписали примирје са савезницима, чиме је окончан Први светски рат на Западном фронту. Након распада Немачке, британске, француске и јапанске трупе су интервенисале у Руском грађанском рату.
У почетку се совјетско руководство надало успешној социјалистичкој револуцији у Немачкој као део „ светске револуције“. Међутим, покушаји да се у Немачкој успоставе републике совјетског типа били су локални и краткотрајни (Баварска : 25 дана;  Бремен : 26 дана; Вирцбург: 3 дана) или су потпуно пропали (као што је устанак Спартакиста). Након тога, бољшевици су се уплели у совјетски рат са Пољском 1919–1920. Пошто је Пољска била традиционални непријатељ Немачке, и пошто је совјетска држава такође била међународно изолована, совјетска влада је почела да тражи ближи однос са Немачком и стога је усвојила много мање непријатељски став према Немачкој. Ову линију су доследно спроводили Народни комесар за спољне послове Георгиј Чичерин и совјетски амбасадор Николај Крестински. Други совјетски представници који су играли важну улогу у преговорима били су Карл Радек, Леонид Красин, Кристијан Раковски, Виктор Коп и Адолф Јофе.
Током 1920-их, многи у руководству Вајмарске Немачке, који су се осећали понижено због услова које је Версајски уговор наметнуо након њиховог пораза у Првом светском рату (посебно генерал Ханс фон Сект, шеф Рајхсвера), били су заинтересовани за сарадњу са Совјетским Савезом, како од стране Пољске Републике, тако и да би спречили било какву могућу претњу од стране Француске и друге друге Совјетско-британски савез. Специфични немачки циљеви били су потпуно поновно наоружавање Рајхсвера, што је изричито забрањено Версајским уговором, и савез против Пољске. Не зна се тачно када је дошло до првих контаката између фон Секта и Совјета, али је то могло бити већ 1919–1921, или можда чак и пре потписивања Версајског уговора.
Дана 16. априла 1920. године, Виктор Коп, специјални представник РСФСР -а у Берлину, питао је у немачком министарству иностраних послова да ли „постоји могућност комбиновања Немачке и Црвене армије за заједнички рат против Пољске “. Ово је био још један догађај на почетку војне сарадње двеју земаља, окончане пре немачке инвазије на Совјетски Савез 22. јуна 1941. године.
Почетком 1921. године створена је посебна група у Министарству Рајхсвера посвећена совјетским пословима, Сондергруппе Р.
Вајмарска немачка војска била је ограничена на 100.000 људи Версајским уговором, који је такође забранио Немцима да имају авионе, тенкове, подморнице, тешку артиљерију, отровни гас, противтенковско оружје или многе противавионске топове. Тим инспектора из Лиге народа патролирао је многим немачким фабрикама и радионицама како би се уверио да се ово оружје не производи.

### Рапалски уговор 1922. и тајна војна сарадња
Рапалски споразум између Вајмарске Немачке и Совјетске Русије потписали су немачки министар спољних послова Валтер Ратенау и његов совјетски колега Георгиј Чичерин 16. априла 1922. године, током Економске конференције у Ђенови, поништавајући сва међусобна потраживања, обнављајући пуне дипломатске односе и успостављајући почетке блиских трговинских односа Немачке и Совјетског Савеза.
Убрзо су се прошириле гласине о тајном војном додатку уговора. Међутим, дуго је постојао консензус да су те гласине биле погрешне и да су совјетско-немачки војни преговори независни од Рапала и да су неко време били тајни од немачког министарства спољних послова. Ово гледиште је касније оспорено  Дана 5. новембра 1922, шест других совјетских република, које ће се ускоро придружити Совјетском Савезу, такође су пристале да се придржавају Рапалског уговора.
Совјети су нудили Вајмарској Немачкој објекте дубоко унутар СССР-а за прављење и тестирање наоружања и за војну обуку, далеко од очију инспектора Уговора. Заузврат, Совјети су тражили приступ немачком техничком развоју и помоћ у стварању Генералштаба Црвене армије.
Први немачки официри су у ове сврхе отишли у Совјетску Русију у марту 1922. године. Месец дана касније, Јункерс је почео да прави авионе у Филију, изван Москве, кршећи Версај. Заједничка фабрика је направила Јункерсове најновије потпуно металне дизајне. Совјетски конструктори авиона, као што су Андреј Тупољев и Павел Сухој, научили су нове технике у фабрици. Након што је фабрика прешла у совјетску употребу, тамо су произведене совјетске адаптације бомбардера Јункер, као што су Тупољев ТБ-1 и Тупољев ТБ-3.
Велики произвођач артиљерије Круп је убрзо био активан на југу СССР-а, у близини Ростова на Дону. Године 1925. у близини Липецка је основана школа летења (Липецка школа ловачких пилота) за обуку првих пилота за будући Луфтвафе. Од 1926. Рајхсвер је могао да користи тенковску школу у Казању (Тенковска школа Кама) и постројење за хемијско оружје у Саратовској области (полигон за тестирање гаса Томка). Заузврат, Црвена армија је добила приступ овим објектима за обуку, као и војној технологији и теорији из Вајмарске Немачке.
Совјети су нудили објекте за изградњу подморница у луци на Црном мору, али то није прихваћено. Кригсмарине је прихватио каснију понуду базе у близини Мурманска, где би немачки бродови могли да се сакрију од Британаца. Током Хладног рата, ова база у Пољарни (која је изграђена посебно за Немце) постала је највећа продавница оружја на свету.

#### Документација
Већина докумената који се односе на тајну немачко-совјетску војну сарадњу систематски је уништавана у Немачкој. Пољска и француска обавештајна заједница из 1920-их биле су изузетно добро обавештене о сарадњи. То, међутим, није имало непосредан утицај на немачке односе са другим европским силама. После Другог светског рата, документи генерала Ханса фон Секта и мемоари других немачких официра постали су доступни, а након распада Совјетског Савеза објављено је неколико совјетских докумената у вези са тим.

### Трговина
Од касног деветнаестог века, Немачка, која има мало природних ресурса, се у великој мери ослањала на руски увоз сировина. Пре Првог светског рата Немачка је увезла 1.5 милијарду сировина и других добара годишње из Русије. Ово је пало након Првог светског рата, али након трговинских споразума потписаних између две земље средином 1920-их, трговина је порасла на 433 милион годишње до 1927. Крајем 1920-их, Немачка је помогла совјетској индустрији да почне да се модернизује и да помогне у успостављању погона за производњу тенкова у Лењинградској бољшевичкој фабрици и Харковској фабрици локомотива.
Страх Немачке од међународне изолације због могућег совјетског зближавања са Француском, главним немачким противником, био је кључни фактор у убрзању економских преговора. 12. октобра 1925. године склопљен је трговински уговор између два народа.

### Планови за Пољску
Поред војне и економске помоћи Совјетске Русије, постојала је и политичка подршка немачким тежњама. Виктор Коп је 19. јула 1920. рекао немачком министарству иностраних послова да Совјетска Русија жели „заједничку границу са Немачком, јужно од Литваније, отприлике на линији са Бјалистоком “. Другим речима, Пољска је требало још једном да буде подељена. Ови подстицаји су се понављали током година, при чему су Совјети увек желели да нагласе да идеолошке разлике између две владе нису значајне; важно је само да две земље следе исте спољнополитичке циљеве.
Виктор Коп је 4. децембра 1924. године, забринут да је очекивани пријем Немачке у Лигу народа (Немачка је коначно примљена у Лигу 1926.) антисовјетски потез, понудио немачком амбасадору Улриху Графу фон Брокдорф-Ранцауу да сарађује против Друге Пољске републике. Међутим, Вајмарска република је одбила сваки ратни подухват.

### Дипломатски односи
До 1919. и Немачка и Русија су биле нације парије у очима демократских лидера. Обе земље су биле искључене са великих конференција и поседовале су дубоко неповерење. Ефекат је био приближавање Москве и Берлина, посебно у Рапалу. Немачке дипломате су биле забринуте због револуционарне природе Совјетског Савеза, али су их уверила Лењинова нова економска политика која изгледа враћа привид капитализма. Берлински званичници су закључили да је њихова политика ангажовања била успешна. Међутим, 1927. Берлин је схватио да Коминтерна и Стаљин не одражавају повлачење од револуционарног марксистичко-лењинизма.
Немачка је 1925. прекинула дипломатску изолацију и учествовала у Локарнским уговорима са Француском и Белгијом, обавезујући се да их неће нападати. Совјетски Савез је видео детант у западној Европи као потенцијално продубљивање сопствене политичке изолације у Европи, посебно смањењем совјетско-немачких односа. Како је Немачка постајала све мање зависна од Совјетског Савеза, постала је неспремнија да толерише субверзивно мешање Коминтерне: 1925. неколико чланова Роте Хилфе, организације Комунистичке партије, осуђено је за издају у Лајпцигу у оквиру онога што је познато као суђење Чеки.
Вајмарска Немачка и Совјетски Савез су 24. априла 1926. закључили још један уговор (Берлински уговор (1926.)), којим су стране прогласиле приврженост Рапалском уговору и неутралност на пет година. Уговор су потписали немачки министар спољних послова Густав Штреземан и совјетски амбасадор Николај Крестински. Пољска је сматрала споразум као непосредну претњу (што је допринело успеху Мајског преврата у Варшави), а друге европске државе су биле опрезне у погледу његовог могућег утицаја на обавезе Немачке као стране у Локарнским споразумима. Француска је такође изразила забринутост у вези са тим у контексту очекиваног чланства Немачке у Лиги народа.

### Трећи период
1928. 9. пленум Извршног комитета Комунистичке интернационале и његов 6. конгрес у Москви дали су предност Стаљиновом програму у односу на линију коју је водио генерални секретар Коминтерне Николај Бухарин. За разлику од Бухарина, Стаљин је веровао да је дубока криза западног капитализма неизбежна и осудио је сарадњу међународних комунистичких партија са социјалдемократским покретима, етикетирајући их као социјалфашисте, и инсистирао на далеко строжој подређености међународних комунистичких партија Коминтерни, односно совјетском руководству. Ово је било познато као Трећи период. Политика Комунистичке партије Немачке (КПД) под Ернстом Телманом је сходно томе измењена. Релативно независна КПД раних 1920-их скоро се потпуно потчинила Совјетском Савезу.
Стаљинова наредба да немачка комунистичка партија никада више не сме да гласа са социјалдемократама поклопила се са његовим споразумом из децембра 1928. са оним што је названо 'Унија индустријалаца'. Према овом споразуму, Савез индустријалаца се сложио да обезбеди Совјетском Савезу модерну индустрију наоружања и индустријску базу за њену подршку, под два услова:
Прво, они су захтевали плаћање у чврстој валути или у роби, а не у совјетским рубљама. Стаљин је очајнички желео њихово оружје, укључујући противавионске топове, хаубице, противтенковске топове, митраљезе итд., али му је критично недостајало новца. Како је Русија била велики извозник пшенице пре Првог светског рата, он је одлучио да своје непослушне сељаке-кулаке протера у пустош Сибира и створи огромне колективне фарме на њиховој земљи попут фарме од 50.000 хектара коју је Круп створио на Северном Кавказу. Тако је 1930. и 1931. огромна поплава совјетске пшенице по ценама робовске радне снаге преплавила светска тржишта, где су вишкови већ преовладавали, узрокујући сиромаштво и невоље северноамеричким пољопривредницима. Међутим, Стаљин је обезбедио драгоцену страну валуту за плаћање немачког наоружања.
Ипак, Унија индустријалаца није била заинтересована само за готовину за своје оружје, већ је желела политички уступак. Плашили су се доласка социјализма у Немачку и били су љути на КПД и социјалдемократе који су се противили обезбеђивању средстава за развој нових оклопних крстарица. Стаљин не би имао замерке када би наредио немачким комунистима да промене страну да је то одговарало његовој намери. Он је преговарао са немачким произвођачима наоружања током целог лета 1928. и био је одлучан да модернизује своје оружане снаге. Од 1929. па надаље, комунисти су верно гласали за крајње десничарски ДНВП и Хитлеров НСДАП у Рајхстагу упркос томе што су се борили против њих на улицама.
Ослањајући се на доктрину спољних послова коју је спроводило совјетско руководство 1920-их, у свом извештају Централног комитета Конгресу Свесавезне комунистичке партије 27. јуна 1930. године, Јосиф Стаљин је поздравио међународну дестабилизацију и пораст политичког екстремизма међу капиталистичким силама.

### Раних 1930-их
Најинтензивнији период совјетске војне сарадње са Вајмарском Немачком био је 1930–1932. 24. јуна 1931. потписано је продужење Берлинског уговора из 1926. године, али га је Рајхстаг ратификовао тек 1933. због унутрашњих политичких борби. Извесно совјетско неповерење појавило се током Лозанске конференције 1932. године, када се причало да је немачки канцелар Франц фон Папен понудио француском премијеру Едуару Ериоу војни савез. Совјети су такође брзо развили сопствене односе са Француском и њеним главним савезником, Пољском. Ово је кулминирало склапањем совјетско-пољског пакта о ненападању 25. јула 1932. и совјетско-француског пакта о ненападању 29. новембра 1932.
Сукоб између Комунистичке партије Немачке и Социјалдемократске партије Немачке суштински је допринео лакоћи којом је Хитлерова влада заменила Вајмарску републику Трећим рајхом. Међутим, спорно је да ли је Хитлерово преузимање власти било изненађење за СССР. Један аутор је тврдио да је Стаљин прихватио и чак омогућио Хитлеров успон како би подстакао међуимперијалистички рат, теорија коју су други одбацили.
Током овог периода, трговина између Немачке и Совјетског Савеза је опала пошто је изолационистички стаљинистички режим потврдио своју моћ и како је напуштање војне контроле после Првог светског рата смањило ослањање Немачке на совјетски увоз, тако да је совјетски увоз пао на 223 милиона сировина до 1934.

### Прогон етничких Немаца у Совјетском Савезу
СССР је имао велику популацију етничких Немаца, посебно у Волшкој Немачкој Аутономној Совјетској Социјалистичкој Републици, у које је Стаљин имао неповерење и прогањан од 1928. до 1948. године. Били су релативно добро образовани и у почетку су класни фактори играли главну улогу, уступајући место после 1933. етничким везама са страшним нацистичким немачким режимом као главним критеријумом. Порези су ескалирали након операције Барбароса. Нека насеља су трајно протерана источно од Урала.

## Нацистичка Немачка и Совјетски Савез пре Другог светског рата
Америчка и британска војска су 1945. заробиле немачке документе који се односе на совјетско-немачке односе, а убрзо након тога их је објавио Стејт департмент САД.  У Совјетском Савезу и Русији, укључујући у званичним говорима и историографији, нацистичка Немачка се генерално назива фашистичком Немачком (фашистская Германия) од 1933. до данас.

### Почетни односи после Хитлеровог избора
Након што је Адолф Хитлер дошао на власт 30. јануара 1933. године, започео је гушење Комунистичке партије Немачке. Нацисти су предузели полицијске мере против совјетских трговинских мисија, компанија, представника штампе и појединих грађана у Немачкој. Они су такође покренули антисовјетску пропагандну кампању заједно са недостатком добре воље у дипломатским односима, иако се немачко министарство спољних послова под Константином фон Нојратом (министром спољних послова од 1932. до 1938.) оштро противило предстојећем распаду. Други том Хитлеровог програмског Меин Кампф-а (који се први пут појавио 1926) позивао је на Лебенсраум (животни простор за немачку нацију) на истоку (помињући посебно Русију), и, у складу са његовим погледом на свет, приказао је комунисте као Јевреје (види и јеврејски бољшевизам) који уништавају велику нацију.
Реакција Москве на ове кораке Берлина је у почетку била уздржана, са изузетком неколико покушаја напада на нову немачку владу у совјетској штампи. Међутим, како су се жестоке антисовјетске акције немачке владе наставиле несметано, Совјети су покренули сопствену пропагандну кампању против нациста, али је до маја изгледало да се могућност сукоба повукла. Продужење Берлинског уговора из 1931. ратификовано је у Немачкој 5. маја. У августу 1933. Молотов је уверавао немачког амбасадора Херберта фон Дирксена да ће совјетско-немачки односи зависити искључиво од односа Немачке према Совјетском Савезу. Међутим, приступ Рајхсвера на три војна полигона (Липецк, Кама и Томка) је нагло прекинут од стране Совјетског Савеза у августу–септембру 1933. Политичко разумевање између Совјетског Савеза и нацистичке Немачке коначно је прекинуто немачко-пољским пактом о ненападању од 26. јануара 1934. између нацистичке Немачке и Друге Пољске Републике.
Максим Литвинов, који је био народни комесар за спољне послове (министар спољних послова СССР-а) од 1930. године, сматрао је нацистичку Немачку највећом претњом за Совјетски Савез. Међутим, пошто је Црвена армија била перципирана као недовољно јака, а СССР је настојао да избегне да се уплете у општи европски рат, он је почео да води политику колективне безбедности, покушавајући да обузда нацистичку Немачку кроз сарадњу са Лигом народа и западним силама. Совјетски став према Друштву народа и међународном миру се променио. 1933–34. Совјетски Савез су први пут дипломатски признале Шпанија, Сједињене Државе, Мађарска, Чехословачка, Румунија и Бугарска, а на крају се придружио Лиги народа у септембру 1934. Често се тврди да се промена у совјетској спољној политици догодила око 1933–34, и да је била изазвана Хитлеровим преузимањем власти. Међутим, совјетско окретање ка Француској Трећој републици 1932. године, о чему је било речи горе, такође је могло бити део промене политике.
Херман Раушнинг у својој књизи из 1940. Хитлер говори: серија политичких разговора са Адолфом Хитлером о његовим стварним циљевима 1934. бележи Адолфа Хитлера како говори о неизбежној борби против панславизма и неословенства. Аутентичност књиге је контроверзна: неки историчари, попут Волфганга Хенела, тврде да је књига измишљотина, док су други, као што су Ричард Штајгман-Гал, Ијан Кершо и Хју Тревор-Ропер, избегавали да је користе као референцу због њене упитне аутентичности.
Историчар Ерик Д. Вајц је говорио о областима сарадње између режима у којима су стотине немачких грађана, од којих су већина били комунисти, предати Гестапоу из Стаљинове администрације. Вајц је такође навео да је већи проценат чланова Политбироа КПД умрло у Совјетском Савезу него у нацистичкој Немачкој.

### Односи средином 1930-их
2. маја 1935. Француска и СССР потписали су петогодишњи француско-совјетски уговор о узајамној помоћи. Ратификација уговора од стране Француске била је један од разлога зашто је Хитлер ремилитаризовао Рајнску област 7. марта 1936. године.
Седми светски конгрес Коминтерне 1935. године званично је одобрио стратегију Народног фронта о формирању широких савеза са странкама спремним да се супротставе фашизму – комунистичке партије су почеле да воде ову политику од 1934. године. Такође 1935. године, на 7. Конгресу Совјета (у контрадикторној студији), Молотов је нагласио потребу за добрим односима са Берлином.
Дана 25. новембра 1936. године, нацистичка Немачка и царски Јапан закључили су Антикоминтернски пакт, коме је фашистичка Италија приступила 1937. године. (Иако је Италија већ потписала итало-совјетски пакт 1933.)  Економски, Совјетски Савез је чинио вишеструке напоре да поново успостави ближе контакте са Немачком средином 1930-их.  Совјетски Савез је углавном настојао да врати дугове из раније трговине сировинама, док је Немачка настојала да се поново наоружа. Две земље потписале су кредитни уговор 1935.  До 1936. године, криза у снабдевању сировинама и намирницама приморала је Хитлера да донесе четворогодишњи план за поновно наоружавање „без обзира на трошкове“.  Међутим, упркос тим питањима, Хитлер је одбио покушаје Совјетског Савеза да тражи ближе политичке везе са Немачком заједно са додатним кредитним споразумом. 
Стратегија Литвинова наишла је на идеолошке и политичке препреке. Владајући конзервативци у Британији, који су доминирали у Доњем дому од 1931. надаље, наставили су да сматрају Совјетски Савез ништа мањом претњом од нацистичке Немачке (неки су СССР видели као већу претњу). У исто време, како је Совјетски Савез прошао кроз преокрет усред Велике чистке 1934–1940, Запад, па чак ни западни левичари, нису га доживљавали као потенцијално вредног савезника. 
Даље компликовање ствари, чистка Народног комесаријата за спољне послове приморала је Совјетски Савез да затвори велики број амбасада у иностранству. У исто време, чистке су учиниле потписивање економског споразума са Немачком мање вероватним: оне су пореметиле ионако конфузну совјетску административну структуру неопходну за преговоре и тако подстакле Хитлера да сматра Совјете војно слабим. 

### Шпански грађански рат
Националисти предвођени генералом Франциском Франком победили су републиканску владу за контролу над Шпанијом у веома крвавом грађанском рату, 1936–1939. Немачка је послала елитне ваздушне и тенковске јединице националистичким снагама; а Италија је послала неколико борбених дивизија. Совјетски Савез је слао војне и политичке саветнике и продавао муницију као подршку „лојалистичкој“ или републиканској страни. Комнитерн је помогао комунистичким партијама широм света да пошаљу добровољце у међународне бригаде које су се бориле за лојалисте. Остале велике силе су биле неутралне. 

### Промашаји колективне безбедности
Литвиновова политика обуздавања Немачке путем колективне безбедности потпуно је пропала закључењем Минхенског споразума 29. септембра 1938, када су Британија и Француска заговарале самоопредељење Судетских Немаца у односу на територијални интегритет Чехословачке, занемарујући совјетски став. Међутим, и даље је спорно да ли би, чак и пре Минхена, Совјетски Савез заиста испунио своје гаранције Чехословачкој, у случају стварне немачке инвазије којој се Француска одупирала.  
У априлу 1939. Литвинов је покренуо преговоре о тројном савезу са новим британским и француским амбасадорима (Вилијам Сидс, уз помоћ Вилијам Странг и Пол-Емил Нађар), у покушају да обузда Немачку. Међутим, они су се стално одвлачили и наставили су са великим кашњењима. 
Западне силе су веровале да се рат још увек може избећи, а СССР, знатно ослабљен чисткама, није могао да делује као главни војни учесник. СССР се мање-више није слагао са њима по оба питања, приступајући преговорима с опрезом због традиционалног непријатељства капиталистичких сила. Совјетски Савез је такође водио тајне преговоре са нацистичком Немачком, док је водио званичне са Уједињеним Краљевством и Француском. Од почетка преговора са Француском и Британијом, Совјети су тражили да се Финска укључи у совјетску сферу утицаја.

## Пакт Молотов-Рибентроп

### 1939. потребе и расправе
До касних 1930-их, пошто је немачки аутаркичан економски приступ или савез са Британијом био немогућ, ближи односи са Совјетским Савезом су били неопходни, ако не само из економских разлога.  Немачкој је недостајала нафта и могла је да снабдева само 25 процената сопствених потреба, остављајући Немачкој 2 милиона тона мањка годишње и невероватних 10 милиона тона испод планираних укупних мобилизационих средстава,  док је Совјетски Савез био потребан за бројне друге кључне сировине, као што су руде (укључујући гвожђе и манган), гума и прехрамбене масти и уља.     Док је совјетски увоз у Немачку пао на 52.8 million ℛ   године,   повећање производње наоружања и критична несташица сировина довели су до тога да се Немачка окрене да преокрене свој претходни став, гурајући напред економске разговоре почетком 1939. 
Литвинов је 3. маја 1939. смењен, а Вјачеслав Молотов, који је имао затегнуте односе са Литвиновим, није био јеврејског порекла (за разлику од Литвинова), и увек се залагао за неутралност према Немачкој, постављен је за спољне послове. Комесаријат спољних послова је очишћен од Литвиновљевих присталица и Јевреја. Све ово може имати и чисто унутрашње разлоге, али може бити и сигнал Немачкој да је ера антинемачке колективне безбедности прошла, или сигнал Британцима и Французима да Москву треба озбиљније схватити у преговорима о тројном савезу    и да је спремна за аранжмане без старе безбедносне кесе, па чак и без наплате и једног и другог. 
Немачка је реконструкцију опрезно схватила као прилику. 
Понекад се тврди да је Молотов наставио разговоре са Британијом и Француском како би стимулисао Немце на понуду уговора о ненападању и да је тројни савез пропао због совјетске одлучности да закључи пакт са Немачком. Друга тачка гледишта је да је совјетска тежња за троструким савезом била искрена и да се совјетска влада окренула Немачкој тек када се савез са западним силама показао немогућим. 
Додатни фактори који су навели Совјетски Савез ка зближавању са Немачком могли би бити потписивање пакта о ненападању између Немачке, Летоније и Естоније 7. јуна 1939. и претња царског Јапана на истоку, о чему сведочи битка на Халхин Голу (11. мај – 16. септембар 1939. године). Молотов је сугерисао да је јапански напад можда инспирисала Немачка како би се спречило склапање тројног савеза. 
У јулу су били у току отворени совјетско-немачки трговински преговори.  Крајем јула и почетком августа, разговори између страна су се претворили у потенцијални договор, али су совјетски преговарачи јасно ставили до знања да се најпре мора разрадити економски договор.   Након што је Немачка заказала инвазију на Пољску 25. августа и припремила се за рат са Француском који је уследио, немачки ратни планери су проценили да би британска поморска блокада додатно погоршала критичне немачке несташице сировина за које је Совјетски Савез био једини потенцијални снабдевач. 
Затим, 3. августа, немачки министар спољних послова Јоахим Рибентроп изнео је план у коме ће Немачка и Совјетски Савез пристати на немешање у ствари једне друге и одрећи се мера усмерених на виталне интересе других  и да „нема проблема између Балтичког и Црног мора који се не може решити између нас двојице“.    Немци су изјавили да „постоји један заједнички елемент у идеологији Немачке, Италије и Совјетског Савеза: опозиција капиталистичким демократијама Запада“,   и објаснили да је њихово претходно непријатељство према совјетском бољшевизму спласнуло са променама у совјетској револуцији и совјетском револуцијом. 

### Потписивање уговора и комерцијалних уговора
До 10. августа, земље су разрадиле последње мање техничке детаље како би свој економски аранжман био готово коначан, али су Совјети одлагали потписивање тог споразума скоро десет дана док нису били сигурни да су постигли политички споразум са Немачком.  Совјетски амбасадор је објаснио немачким званичницима да су Совјети започели своје британске преговоре „без много ентузијазма“ у тренутку када су сматрали да Немачка неће „наићи на разумевање“, а паралелни разговори са Британцима нису могли бити једноставно прекинути када су започети после „зрелог разматрања“.  У међувремену, свака унутрашња немачка војна и економска студија тврдила је да је Немачка осуђена на пораз без барем совјетске неутралности. 
19. августа постигнут је немачко-совјетски трговински споразум (1939) . Споразум је покривао „текуће“ пословање, што је подразумевало совјетску обавезу да испоручи 180 million ℛ  у  као одговор на немачке наруџбине, док  Немачка дозволила Совјетима да наруче 120 million ℛ  за  индустријску.    Према споразуму, Немачка је такође одобрила Совјетском Савезу робни кредит од 200 million ℛ  преко 7  за куповину немачке  робе  по изузетно повољној каматној стопи. 
Тајни политички преговори  су 22. августа откривени када су немачке новине објавиле да ће Совјетски Савез и нацистичка Немачка закључити пакт о ненападању и да су продужени преговори Совјетског Савеза о Тројном пакту са Француском и Британијом обустављени. Совјети су кривили западне силе за њихово оклевање да озбиљно схвате војну помоћ Совјетског Савеза и да признају совјетско право да пређу Пољску и Румунију, ако је потребно против њихове воље, и штавише њихов неуспех да пошаљу представнике са већим значајем и јасно дефинисаним овлашћењима и да реше неслагање око појма „индиректне агресије“. 

23. августа 1939. у Москву је стигла немачка делегација на челу са министром спољних послова Јоахимом фон Рибентропом, а следеће ноћи су он и његов совјетски колега Вјачеслав Молотов, у присуству совјетског лидера Јосифа Стаљина, потписали пакт Молотов-Рибентроп .  Десетогодишњи пакт о ненападању прогласио је континуирано придржавање обе стране Берлинског уговора (1926), али је пакт допуњен и тајним додатним протоколом, који је источну Европу поделио на немачку и совјетску зону утицаја: 
1. У случају територијалног и политичког преуређивања у областима које припадају балтичким државама (Финска, Естонија, Летонија, Литванија), северна граница Литваније представљаће границу сфера утицаја Немачке и СССР-а. С тим у вези, интерес Литваније у области Вилне признаје свака страна.

 2. У случају територијалног и политичког преуређивања области које припадају пољској држави, сфере утицаја Немачке и СССР-а биће ограничене приближно линијом река Нарев, Висла и Сан .
Питање да ли интереси обе стране чине пожељним одржање независне пољске државе и како такву државу треба омеђивати, може се дефинитивно утврдити тек у току даљег политичког развоја.
У сваком случају, обе владе ће ово питање решити пријатељским споразумом.
3. Што се тиче Југоисточне Европе, совјетска страна скреће пажњу на њен интерес за Бесарабију . Немачка страна изјављује потпуну политичку незаинтересованост за ове области.

 Тајни протокол обе стране ће третирати као строго тајан. 
Иако су стране негирале његово постојање,  за протокол се причало да постоји од самог почетка. 
Вест о Пакту, коју су Правда и Известија објавиле 24. августа, наишла је на крајњи шок и изненађење од стране владиних лидера и медија широм света, од којих је већина била свесна само британско-француско-совјетских преговора, који су се водили месецима.  Британским и француским преговарачима, који су били у Москви и преговарали о ономе што су мислили да би био војни део савеза са Совјетским Савезом, речено је да „не може бити корисна сврха у наставку разговора“.  Хитлер је 25. августа рекао британском амбасадору у Берлину да је пакт са Совјетима ослободио Немачку могућности рата на два фронта, чиме је променио стратешку ситуацију у односу на ону која је преовладавала у Првом светском рату, и да стога Британија треба да прихвати његове захтеве у вези са Пољском.  Међутим, Хитлер је био изненађен када је Британија тог дана потписала споразум о међусобној помоћи са Пољском, због чега је Хитлер одложио планирану инвазију на западну Пољску 26. августа. 
Пакт је ратификовао Врховни совјет Совјетског Савеза 31. августа 1939. године.

## Други светски рат

### Немачка инвазија на западну Пољску
Недељу дана након што је потписала пакт Молотов-Рибентроп, 1. септембра 1939, нацистичка Немачка је извршила инвазију на њену зону утицаја у Пољској. 3. септембра Уједињено Краљевство, Аустралија, Нови Зеланд и Француска, испуњавајући своје обавезе према Другој пољској Републици, објавиле су рат Немачкој. У Европи је избио Други светски рат.
Дана 4. септембра, када је Британија блокирала Немачку на мору, немачки теретни бродови који су ишли ка немачким лукама били су преусмерени у совјетску арктичку луку Мурманск . Совјетска страна је 8. септембра пристала да га прође железницом до совјетске луке на Балтичком мору Лењинград . У исто време, Совјетски Савез је одбио да дозволи пољском транзиту преко своје територије наводећи претњу да ће бити увучен у рат 5. септембра.
Фон дер Шуленбург је известио Берлин да су напади на понашање Немачке у совјетској штампи потпуно престали и да се приказивање догађаја у области спољне политике у великој мери поклапа са немачком тачком гледишта, док је антинемачка литература уклоњена из трговине. 
Стаљин је 7. септембра још једном зацртао нову линију Коминтерне која се сада заснивала на идеји да је рат био међуимперијалистички сукоб и да стога нема разлога да радничка класа стане на страну Британије, Француске или Пољске против Немачке, одступајући тако од Коминтернине антифашистичке политике народног фронта 1934–1939.  Он је Пољску означио као фашистичку државу која тлачи Белорусе и Украјинце.
Немачке дипломате су позивале Совјетски Савез да интервенише против Пољске са истока од почетка рата,  али Совјетски Савез није био вољан да интервенише пошто Варшава још није пала. Совјетска одлука да изврши инвазију на онај део источне Пољске који је раније био договорен као совјетска зона утицаја саопштена је немачком амбасадору Фридриху Вернеру фон дер Шуленбургу 9. септембра, али је стварна инвазија одложена више од недељу дана. Пољски обавештајци су сазнали за совјетске планове око 12. септембра.

### Совјетска инвазија на источну Пољску
Совјетски Савез је 17. септембра коначно ушао на пољске територије које су му биле додељене тајним протоколом пакта о ненападању са истока. Као изговор да оправдају своје поступке, Совјети су навели распад Друге Пољске Републике и тврдили да покушавају да помогну белоруском и украјинском народу . Совјетска инвазија се обично сматра директним резултатом пакта, иако ревизионистичка школа тврди да то није био случај и да је совјетска одлука донета неколико недеља касније. Совјетски потез су осудиле Британија и Француска, али оне нису интервенисале. У размени освојених пољских територија у складу са условима протокола, Црвена армија и Вермахт су већ 17. септембра одржали заједничку војну параду у Бресту ; Немачка је тада окупацију града пренела на совјетске трупе.  У наредним биткама са остатком армије Друге Пољске Републике, Совјетски Савез је окупирао територије које су отприлике одговарале његовој сфери интереса, како је дефинисано у тајном додатном протоколу уз Пакт Молотов-Рибентроп.
Територија Пољске је до 6. октобра била потпуно окупирана од стране две силе, а пољска држава је ликвидирана. Почетком новембра Врховни совјет Совјетског Савеза анектирао је окупиране територије и Совјетски Савез је по први пут делио заједничку границу са нацистичком Немачком, нацистима окупираним пољским територијама и Литванијом. Након инвазије, сарадња између Немачке и Совјетског Савеза била је видљива, на пример, на четири конференције Гестапо-НКВД, где су окупаторске силе разговарале о плановима за обрачун са пољским покретом отпора, за даље уништење Пољске, и што је омогућило обема странама да размене пољске заробљенике пре потписивања Немачко-совјетске границе и присуство Јосе Треа у Москви .    Сарадња између Гестапоа и НКВД-а је настављена, што је резултирало даљом размјеном затвореника, међу којима су Маргарете Бубер-Неуманн, Алекандер Веиссберг-Цибулски, Бети Олберг и Мак Зуцкер.

### Измена Тајних протокола
25. септембра, када је Хитлер још требало да крене у Литванију, Совјетски Савез је предложио да се поново преговара о интересним сферама. 28. септембра 1939. године у Москви Молотов и Рибентроп потписали су немачко-совјетски споразум о граници и пријатељству, којим је утврђена граница њихових националних интереса на територији бивше пољске државе.  У тајном допунском протоколу уз уговор поново су преговаране сфере интереса изван Пољске, а у замену за неке већ освојене делове пољске територије Немачка је признала још увек независну Литванију делом совјетске зоне. 

### Проширени трговачки пакт
Немачка и Совјетски Савез су 11. фебруара 1940. ушли у замршени трговински пакт, који је био преко четири пута већи од оног који су две земље потписале у августу 1939. године. Трговински пакт је помогао Немачкој да превазиђе британску блокаду Немачке.  Прве године Немачка је примила милион тона житарица, пола милиона тона пшенице, 900.000 тона уља, 100.000 тона памука, 500.000 тона фосфата и значајне количине других виталних сировина, уз транзит милион тона манџурске соје. Ове и друге залихе транспортоване су кроз совјетске и окупиране пољске територије, што је омогућило нацистичкој Немачкој да заобиђе британску поморску блокаду.  Совјети су требали да добију поморску крстарицу, планове за бојни брод Бизмарк, тешке морнаричке топове, другу поморску опрему и тридесет најновијих немачких ратних авиона, укључујући ловац Бф 109, ловац Бф 110 и бомбардер Ју 88 .  Совјети би такође добили нафтну и електричну опрему, локомотиве, турбине, генераторе, дизел моторе, бродове, алатне машине и узорке немачке артиљерије, тенкове, експлозиве, опрему за хемијско ратовање и друге предмете.  Совјети су такође помогли Немачкој да избегне британску поморску блокаду обезбеђујући подморничку базу, Басис Норд, на северу Совјетског Савеза у близини Мурманска. Ово је такође обезбедило локацију за допуну горива и одржавање, као и полетиште за нападе и нападе на бродове.

### Совјетски рат са Финском
Последње преговоре са Финском иницирала је совјетска страна као део своје политике колективне безбедности у априлу 1938. године, а имали су за циљ да се постигне разумевање и обезбеди повољан положај Финске у случају немачког напада на Совјетски Савез преко финске територије, али се то показало узалудним због неспремности Финске да прекрши своју неутралност пре него што је Литви9 прекинуо своју неутралност, а преговори Литви9 су у априлу. отпуштање. У Москви су 13. октобра 1939. почели нови преговори, а Совјетски Савез (који су представљали Стаљин, Молотов и Владимир Потјомкин) је представио Финској предлоге укључујући пакт о узајамној помоћи, закуп војне базе Ханко и уступање 70. km дубока област на Карелијској превлаци која се налази одмах северно од града Лењинграда до Совјетског Савеза, у замену за гранична земљишта даље на северу. Финска је, међутим, одбила да прихвати понуду, повукла се из преговора 7. новембра 1939. и наставила припреме за могућу совјетску инвазију.
Совјетски Савез је 26. новембра извео гранатирање Мајниле у близини границе, оптужио финске трупе за провокацију и затражио њихово повлачење. Заузврат, Финска је 27. новембра затражила повлачење трупа обе нације из пограничног подручја. Совјетски Савез је 28. новембра денунцирао совјетско-фински пакт о ненападању из 1932. године, а 29. новембра прекинуо дипломатске односе са Финском. 30. новембра 1939. године, снаге СССР-а под командом Климента Ворошилова напале су Финску у ономе што је постало познато као Зимски рат, почевши од инвазије на финску Карелију и бомбардовања цивилних општина Хелсинкија . 1. децембра 1939. године, у пограничном граду Теријоки, успостављена је марионетска социјалистичка влада Финске Демократске Републике под окриљем Совјетског Савеза. Совјетски Савез је 14. децембра избачен из Лиге народа због вођења агресорског рата . Након што је председавао катастрофалним почетком кампање и несразмерно великим бројем погинулих војника Црвене армије, Ворошилова је 7. јануара 1940. заменио Семјон Тимошенко на месту команданта фронта (и четири месеца касније као народни комесар за одбрану). Средином фебруара 1940. совјетске трупе су коначно успеле да пробију Манерхајмову линију, а Финска је тражила примирје.
Московски мировни уговор потписан је 12. марта 1940. године, а сутрадан у подне окончане су борбе. Финска је уступила Карелску превлаку и Ладошку Карелију, део Сале и Каластајасаарента, и дала у закуп поморску базу Ханко СССР-у, али је остала неутрална држава, иако је све више нагињала Немачкој (видети Привремени мир).
Последице сукоба биле су вишеструке: иако је Совјетски Савез добио нове територије, рат је неутралну Финску гурнуо ка споразуму са нацистичком Немачком. Штавише, инвазија је открила упадљиве војне слабости Црвене армије. То је подстакло Совјетски Савез да реорганизује своје војне снаге, али је такође задало још један ударац међународном престижу СССР-а.
Као резултат тога што је претрпела несразмерно велике губитке у поређењу са финским трупама — упркос четворострукој совјетској супериорности у трупама и скоро апсолутној супериорности у тешком наоружању и авионима — Црвена армија је изгледала као лака мета, што је допринело Хитлеровој одлуци да планира напад на Совјетски Савез. Званични совјетски број жртава у рату премашио је 200.000, док је совјетски премијер Никита Хрушчов касније тврдио да је жртава можда било милион.

### Совјети заузимају три балтичке земље
Од почетка је постојала напетост око потеза Совјета у Естонији, Летонији и Литванији, које су биле у совјетској сфери утицаја. Све три владе су добиле Стаљинове ултиматуме који су претили ратом и нису имале другог избора осим да потпишу такозвани „Споразум о одбрани и узајамној помоћи“ који је дозволио Совјетском Савезу да успостави низ војних база на њиховом тлу.  Нацистичка Немачка их је саветовала да прихвате услове. Три балтичке земље су приступиле совјетским захтевима и потписале „споразуме о узајамној помоћи“ 28. септембра, 5. и 10. октобра 1939. године (на 10 година за Естонију и Летонију и 15 година за Литванију). Напетост је укључивала интернирање посаде подморнице у инциденту у Орзелу . 18. октобра, 29. октобра и 3. новембра 1939. прве совјетске трупе су ушле у војне базе у Естонији, Летонији и Литванији према уговорима.  
Совјетски Савез је изразио незадовољство наклоношћу три балтичке земље ка Британији и Француској и такозваној Балтичкој антанти из 1934, која је наводно могла да буде преоријентисана на Немачку, а касније је то искористила да оптужи балтичке владе за кршење „споразума о узајамној помоћи“ из јесени 1939. године. 25. маја 1940. године, након што је неколико совјетских војника наводно нестало из совјетских гарнизона у Литванији, Молотов је оптужио град Каунас за провокације. Народни комесар одбране Тимошенко је 14. јуна наредио потпуну блокаду Естоније, Летоније и Литваније. Совјетско ваздухопловство оборило је фински путнички авион Калева који је кренуо из Талина ка Хелсинкију . Нешто пре поноћи, Молотов је Литванији поставио десеточасовни ултиматум, захтевајући замену литванске владе просовјетском и слободан приступ за додатне совјетске трупе, претећи земљи тренутном окупацијом.
Литвански председник Антанас Сметона инсистирао је на оружаном отпору, али га војни врх није подржао, па је Литванија пристала на ултиматум. Влада је реконструисана и додатне совјетске трупе су ушле у Литванију. Владимир Деканозов је послат у Каунас као специјални совјетски изасланик. Следеће ноћи Сметона је побегао у Немачку (а касније у Швајцарску, а потом у Сједињене Државе). Молотов је 16. јуна изнео сличне ултиматуме Летонији и Естонији, наводећи совјетску забринутост око Балтичке Антанте, и оне су такође приступиле. Истовремено, Вермахт је почео да се концентрише дуж литванске границе.
Средином јуна 1940. године, када је међународна пажња била усмерена на немачку инвазију на Француску, совјетске трупе НКВД-а извршиле су рацију на граничне прелазе у Литванији, Естонији и Летонији.  Државне управе су ликвидиране и замењене совјетским кадровима;  као резултат тога, 34.250 Летонаца, 75.000 Литванаца и скоро 60.000 Естонаца је депортовано или убијено.  Избори су одржани са појединачним просовјетским кандидатима који су наведени за многе функције, тако да су народне скупштине одмах затражиле пријем у СССР, што је Совјетски Савез одобрио.

### Совјетска окупација Бесарабије и Северне Буковине
Пошто Француска више није у позицији да буде гарант статуса кво у источној Европи, а Трећи рајх гура Румунију да учини уступке Совјетском Савезу, румунска влада је попустила, следећи савет Италије и недавни пример Француске из Вишија. (види совјетска окупација Бесарабије и Северне Буковине)

### Aвгустовске тензије
Финске и балтичке инвазије изазвале су погоршање односа између Немачке и Совјетског Савеза. Због тензија изазваних овим инвазијама, заостајања Немачке у испорукама робе и Стаљинове бриге да би Хитлеров рат са Западом могао брзо да се заврши након што је Француска потписала примирје, у августу 1940. године, Совјетски Савез је накратко обуставио своје испоруке према немачко-совјетском трговинском споразуму.  Суспензија је створила значајне проблеме са ресурсима Немачкој.  До краја августа односи су се поново побољшали. 

### Совјетски преговори у вези са приступањем Осовини
Након што је Немачка ушла у Тројни пакт са Јапаном и Италијом, у октобру 1940, Рибентроп је писао Стаљину о „историјској мисији четири силе – Совјетског Савеза, Италије, Јапана и Немачке – да усвоје дугорочну политику и да усмере будући развој својих народа у праве канале разграничењем њихових интереса у светским размерама“.  Стаљин је одговорио, говорећи о склапању споразума о „трајној основи“ за њихове „заједничке интересе“.  Стаљин је послао Молотова у Берлин да преговара о условима да се Совјетски Савез придружи Осовини и потенцијално ужива у плену пакта. 
Рибентроп је замолио Молотова да потпише још један тајни протокол са изјавом: „Жишна тачка територијалних аспирација Совјетског Савеза би се по свој прилици налазила јужно од територије Совјетског Савеза у правцу Индијског океана“.  Молотов је заузео став да не може заузети „дефинитан став“ о томе без Стаљиновог пристанка.  Као одговор на писани немачки нацрт споразума о четири силе, Стаљин је изнео писани контрапредлог, укључујући и придруживање Совјета Осовини четири силе ако Немачка искључи деловање у сфери утицаја Совјета.   Немачка никада није одговорила на контрапредлог. 

### Јануар 1941. Гранични и трговачки споразум
Немачка и Совјетски Савез су 10. јануара 1941. потписале споразум којим је решено неколико текућих питања.  Споразум је формално поставио границу између Немачке и Совјетског Савеза између реке Игорке и Балтичког мора,  Продужио је трговинску регулацију Немачко-совјетског трговинског споразума из 1940. до 1. августа 1942, повећао испоруке изнад нивоа из прве године тог споразума,  решио трговачка права у Балтичким државама и садашњим Балтичким државама Бесараби, израчунао интерес за немачку имовину у Балтичким државама окупирали Совјети и друга питања.  Такође је обухватио миграцију етничких Немаца и немачких држављана у Немачку у року од два и по месеца на балтичким територијама под совјетским надзором, као и миграцију балтичких и „белих руских“ „држављана“ у Совјетски Савез на територијама које држе Немачка.  Тајни протоколи у новом споразуму наводе да ће се Немачка одрећи својих претензија на један део литванске територије у „Тајним додатним протоколима“ немачко-совјетског споразума о граници и пријатељству и да ће јој бити плаћено 7,5 милиона долара.
Споразуми су СССР-у обезбедили ново наоружање, док је заузврат Немачкој обезбедио милион тона сточног жита, деветсто хиљада тона нафте, пола милиона тона фосфата, пола милиона тона гвоздене руде, плус хром и друге сировине.

### Односи средином 1941
У настојању да покажу мирољубиве намере према Немачкој, Совјети су 13. априла 1941. потписали пакт о неутралности са силама Осовине Јапаном. Иако је Стаљин имао мало вере у посвећеност Јапана неутралности, сматрао је да је пакт важан због свог политичког симболизма, да би се појачала наклоност јавности према Немачкој. 
Стаљин је сматрао да у немачким круговима постоји растући поделе око тога да ли Немачка треба да започне рат са Совјетским Савезом.  Стаљин није знао да је Хитлер тајно разговарао о инвазији на Совјетски Савез од лета 1940,  и да је Хитлер наредио својој војсци крајем 1940. да се припреми за рат на истоку без обзира на разговоре страна о потенцијалном уласку Совјетског Савеза као четврте силе Осовине. 
Дана 1. маја 1941. немачка војна делегација, укључујући Ернста Аугуста Костринга и Ханса Кребса, присуствовала је совјетској војној паради у Москви у част Међународног дана радника.

### Даљи развој
Током 1940. године, нацистичка Немачка је наставила са освајањем западне Европе: 9. априла 1940. Немачка је напала Данску и Норвешку. 15. маја капитулирала је Холандија. До 2. јуна Немачка је окупирала Белгију. 14. јуна Вермахт је ушао у Париз. 22. јуна Француска се предала.
Британски историчари Алан С. Милвард и В. Медикот показују да је нацистичка Немачка — за разлику од царске Немачке — била спремна само за кратак рат (Блицкриг).  Према Андреасу Хилгруберу, без неопходних залиха из СССР-а и стратешке безбедности на Истоку, Немачка не би могла да успе на Западу. Да се Совјетски Савез придружио англо-француској блокади, немачка ратна економија би убрзо пропала. Да је Немачка била принуђена да се ослања на сопствене сировине од септембра 1939. године, ти ресурси би трајали само 9 до 12 месеци. 
Према г. Рапопорту, „један од првих Стаљинових поклона нацистима био је да преда око 600 немачких комуниста, већином Јевреја, Гестапоу у Брест-Литовску у Пољској под немачком окупацијом“.  Совјети су такође нудили подршку нацистима у званичним изјавама: сам Јосиф Стаљин је нагласио да је Англо-француски савез тај који је напао Немачку, а не обрнуто,  а Молотов је тврдио да је Немачка уложила мировне напоре, које су 'англо-француски империјалисти' одбили. 
Инвазијом на Пољску и анексијом балтичких држава, нацистичка Немачка и Совјетски Савез елиминисали су тампон државе између себе и повећали опасност од рата.

## Фолксдојчери у Совјетском Савезу
Етнички Немци у Совјетском Савезу 1920-их уживали су известан степен културне аутономије, постојало је 8 националних округа у Украјини, као и један број у ужој Русији и по један у Грузији и Азербејџану и Поволшкој Немачкој Аутономној Совјетској Социјалистичкој Републици (Волшко-Немачка АССР), школе и новине, у складу са политиком националног разграничења у Совјетском Савезу.
Септембра 1929. године, незадовољни поновним увођењем принудних житних реквизиција и колективизацијом пољопривреде, неколико хиљада совјетских сељака немачког порекла (углавном менонита) окупило се у Москви, захтевајући излазне визе за емигрирање у Канаду, што је изазвало значајан политички скандал у Немачкој, што је изазвало немачко-советске односе. Добротворна организација „Браћа у невољи“ основана је у Немачкој да прикупи новац за совјетске Немце, сам председник Паул фон Хинденбург донирао је 200,000 ︁ ︁ сопственог новца у ту сврху. Совјетска влада је прво дозволила 5.461 Немцу да емигрира, али је потом депортовала преосталих 9.730 назад у њихова првобитна места боравка.    Међутим, током 1930. године, совјетска влада је и даље улагала напоре да повећа број и квалитет немачких националних институција у Совјетском Савезу. 
Прва масовна хапшења и показна суђења посебно усмерена на совјетске Немце (оне који су сматрани контрареволуционарима) догодила су се у Совјетском Савезу током украјинског терора 1933. године. Међутим, декретом Централног комитета Свесавезне комунистичке партије (б) од 5. новембра 1934. домаћа антинемачка кампања попримила је свесиндикалне размере. 
1933–1934, у Немачкој је покренута кампања за помоћ совјетским фолксдојчеима током глади слањем пакета са храном и новца.
Дубоко забринут због прекограничних етничких веза националних мањина (као што су Немци, Пољаци, Финци), Совјетски Савез је 1934. одлучио да створи нову граничну безбедносну зону дуж своје западне границе, а 1935–1937. потенцијално нелојалне националности (укључујући Немце) су углавном (иако не у потпуности) пребачене од стране овог дела СССР-а до НКВД-а. Немачке националне институције су постепено укидане.
1937–1938 НКВД је спроводио масовне операције „за уништавање шпијунских и саботажних контингената“ (познате као Националне операције НКВД-а) међу националностима дијаспоре против совјетских и страних држављана (што је резултирало хапшењем и обично погубљењем), укључујући кампању НКВД-а против Немаца, у ствари циљајући на неселективне националне мањине. Истовремено су укинути сви немачки и други национални окрузи и школе из дијаспоре у Совјетском Савезу осим Поволшке немачке АССР и немачких школа у тој републици. 
Совјетска влада је донела претходну одлуку да евакуише целокупно становништво немачког порекла у случају немачке инвазије, што је спроведено одмах након стварне инвазије насилним премештањем 1,2 милиона грађана немачког порекла из европске Русије у Сибир и совјетску централну Азију.

## Последице

### Хитлер прекида пакт
Нацистичка Немачка је прекинула Пакт Молотов-Рибентроп својом инвазијом на Совјетски Савез у операцији Барбароса 22. јуна 1941. Након покретања инвазије, територије које је Совјетски Савез добио као резултат пакта Молотов-Рибентроп изгубљене су за неколико недеља. У три недеље након раскида Пакта, Совјетски Савез је покушао да се одбрани од огромног немачког напредовања; у том процесу, Совјетски Савез је претрпео 750.000 жртава, а изгубио је 10.000 тенкова и 4.000 авиона.  У року од шест месеци, совјетска војска је претрпела 4,3 милиона жртава , а Немци су заробили три милиона совјетских заробљеника, од којих ће два милиона умрети у немачком заробљеништву до фебруара 1942.  Немачке снаге су напредовале 1.050 миља (1.690 километара) и задржале линеарно мерен фронт од 1.900 миља (3.058 километара).

### Порицање постојања Тајног протокола од стране Совјетског Савеза
Немачки званичници пронашли су микрофилмовану копију тајних протокола Пакта Молотов-Рибентроп 1945. и дали је војним снагама Сједињених Држава.  Упркос објављивању пронађене копије у западним медијима, деценијама је била званична политика Совјетског Савеза да негира постојање тајног протокола. 
После демонстрација на Балтичком путу 23. августа 1989, совјетска комисија је у децембру 1989. закључила да је протокол постојао.  1992. године, тек након распада Совјетског Савеза, тај документ је скинут тајност.

### Послератни коментар у вези са временом приближавања
После рата, историчари су расправљали о почетку немачко-совјетског зближавања. У историографији постоји много опречних гледишта о томе када је совјетска страна почела да тражи зближавање и када су почели тајни политички преговори. 
Неки научници тврде да је дуго времена доктрина колективне безбедности била искрена и једногласна позиција совјетског руководства, која је водила чисто одбрамбену линију, док други тврде да је Совјетски Савез од самог почетка намеравао да сарађује са нацистичком Немачком, при чему је колективна безбедност била само тактичка супротстављеност неким непријатељским немачким потезима. Међутим, можда је Москва настојала да избегне велики рат у Европи јер није била довољно јака да води офанзивни рат; али било је много неслагања око политике између Литвинова и Молотова о томе како постићи тај циљ, а Стаљин је смењивао њихове ставове, у почетку је прилично рано следио обе контрадикторне линије истовремено и напуштајући колективну безбедност тек у неком тренутку 1939. 
Нацистичка Немачка је започела потрагу за пактом са Совјетским Савезом у неком тренутку у пролеће 1939. како би спречила енглеско-совјетско-француски савез и обезбедила совјетску неутралност у будућем пољско-немачком рату. 
Неки тврде да би приближавање могло да почне већ 1935–1936, када је совјетски трговачки представник у Берлину Давид Канделаки покушао да политички преговара у име Стаљина и Молотова, иза Литвиновљевих леђа. Молотовљев говор Централном извршном комитету Врховног совјета у јануару 1936. обично се узима као обележавање ове промене политике. Дакле, антинемачка линија Литвинова није уживала једногласну подршку совјетског руководства много пре његовог смењивања. Валтер Кривицки, агент НКВД-а, који је пребегао у Холандију 1937. године, известио је у својим мемоарима 1938. да је Стаљин већ тада тражио боље односе са Немачком. Према другим историчарима, то су били само одговори на немачке намере за детант. 
Могуће је и да је до промене спољне политике дошло 1938. године, након Минхенског споразума, који је постао коначни пораз Литвиновове антинемачке политике колективне безбедности, коју је обележила пријављена опаска о неизбежној четвртој подели Пољске коју је изнео Литвиновов заменик Владимир Потемкин у разговору са тамошњим амбасадором Робертом Колондром.
Према другима, први знак немачко-совјетског политичког детанта био је разговор између совјетског амбасадора Алексеја Мерекалова и Ернста фон Вајцекера, државног секретара у немачком министарству спољних послова, 17. априла 1939. године, када је први наговестио могуће побољшање односа. Потом је уследила серија уочених немачких сигнала добре воље и замена Литвинова Молотовом. Према Џефрију Робертсу, недавно објављени документи из совјетских дипломатских досијеа показују да су западни историчари погрешили у претпоставци да је састанак Мерекалов-Вајзекер у априлу 1939. био повод за совјетске сигнале о жељи за детантом са нацистичком Немачком. Његово гледиште, које подржавају Дерек Вотсон  и Џонатан Хаслам, је да је до промене политике дошло тек крајем јула 1939. – августа 1939. и да је то била пре последица него узрок слома тројног савеза Англо-совјетско-француског преговора. Молотову и Стаљину је у августу 1939. морало бити јасно да је споразум са Немачком избегао непосредан рат са том земљом и могао да задовољи совјетске територијалне амбиције у источној Пољској, Естонији, Летонији, Литванији, Финској и Бесарабији; док савез са Британијом и Француском није нудио никакве територијалне добитке и ризиковао је рат са Немачком у којем ће највероватније СССР сносити терет немачког напада.

## Совјетски амбасадори (задужници) у Берлину
- Адолф Јофе (1918)
- Николај Крестински (1921–1930)
- Лев Кхинчук (1930–1934)
- Јаков Суриц (1934–1937)
- Константин Јурењев (1937)
- Алексеј Мерекалов (1938–1939)
- Георгиј Астахов (1939)
- Александар Шкварцев (1939–1940)
- Владимир Деканозов (1940–1941)

## немачки амбасадори у Москви
- Вилхелм Мирбах (1918)
- Карл Хелферих
- Kurt Wiedenfeld []
- Улрих Граф фон Брокдорф-Ранцау (1922–1928)
- Херберт фон Дирксен (1928–1933)
- Рудолф Надолни (1933–1934)
- Фридрих Вернер фон дер Шуленбург (1934–1941)